# Karuzela (singel)
Karuzela – singel Sylwii Grzeszczak promujący jej solowy album Sen o przyszłości (2011).

## Pozycje na listach przebojów
| Lista (2012)              | Najwyższa pozycja |
| ------------------------- | ----------------- |
| Polish Airplay Chart      | 2                 |
| POPlista Radia RMF FM     | 1                 |
| Lista Przebojów Radia Zet | 3                 |
| SLiP                      | 16                |
| Londyn TOP 20             | 1                 |